# Ілья-Шорське сільське поселення
Ілья́-Шо́рське сільське поселення (рос. Илья-Шорское сельское поселение) — муніципальне утворення у складі Усть-Вимського району Республіки Комі, Росія. Адміністративний центр та єдиний населений пункт — селище Ілья-Шор.

## Населення
Населення — 416 осіб (2017, 480 у 2010, 672 у 2002, 991 у 1989).